# クレメンティア・フォン・ツェーリンゲン

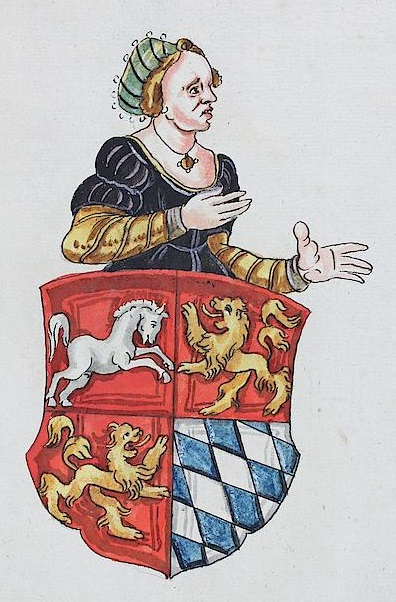
クレメンティア・フォン・ツェーリンゲン

クレメンティア・フォン・ツェーリンゲン（ドイツ語：Clementia von Zähringen, ? - 1175年）は、ツェーリンゲン公コンラート1世とクレメンティア・フォン・ルクレンブルク＝ナムールの娘。ザクセン公・バイエルン公ハインリヒ獅子公の最初の妃、のちサヴォイア伯ウンベルト3世の妃。

## 生涯

### ザクセンおよびバイエルン公妃
クレメンティアはコンラート1世の6人の子女のうちの末子であった。父方のツェーリンゲン家はシュヴァーベンに領地をもっていた。また、クレメンティアは母方でルクレンブルク伯コンラート1世とクレマンス・ダキテーヌ（アキテーヌ公ギヨーム7世の娘）の曽孫にあたる。
クレメンティアは1147年にザクセン公で後にバイエルン公も継承するハインリヒ獅子公と結婚した。この結婚は、南ドイツにおいて父コンラート1世とヴェルフ家との同盟関係を強固にするために決められた。クレメンティアはバーデンヴァイラーの相続人であったが、夫ハインリヒ獅子公は1158年にこれらシュヴァーベンの領地を神聖ローマ皇帝フリードリヒ1世に売却し、かわりにハルツ山地の南部のヘルツベルク、シャルツフェルスおよびペールデを受け取った。
クレメンティアとハインリヒ獅子公の間には3子が生まれた。
- ハインリヒ - 早世
- ゲルトルート（1152/5年 - 1197年） - 最初にシュヴァーベン公フリードリヒ4世と結婚、のちデンマーク王クヌーズ6世と再婚
- リヘンツァ（1157年頃 - 1167年） - 早世

しかし、ハインリヒ獅子公と同盟関係にあった皇帝フリードリヒ1世とクレメンティアの兄ツェーリンゲン公ベルトルト4世の間に不和が生じたため、ハインリヒ獅子公はクレメンティアと離婚した。皇帝フリードリヒ1世は家領内にあるヴェルフ家の領地とザクセンにあるいくつかの要塞とを交換することをハインリヒ獅子公に提案した。クレメンティアとハインリヒ獅子公は1162年11月23日にコンスタンツで正式に離婚した。

### サヴォイア伯妃
クレメンティアは離婚から2年後に、サヴォイア伯ウンベルト3世の3度目の妃となった。ウンベルト3世の最初の妃は若くして死去、2番目の妃とは離婚し、その後ウンベルト3世はカルトゥジオ会の修道士となった。しかし、サヴォイアの貴族や市民がウンベルト3世にもう一度結婚するよう頼みこみ、渋々ウンベルト3世はクレメンティアと結婚した。
クレメンティアとウンベルト3世の間には2女が生まれた。
- ソフィア（1165年 - 1202年） - アッツォ6世・デステと結婚[6]
- アリーチェ（1166年 - 1178年） - 後のイングランド王ジョンと婚約[7]

クレメンティアは1175年に夫ウンベルト3世に先立って死去した。クレメンティアの死後、ウンベルト3世は再び修道士としての生活に戻ろうとしたが、最後にベアトリス・ド・ヴィエノワと4度目の結婚をさせられ、待望の嗣子トンマーゾ1世をもうけた。